# Excel Saga
Excel Saga (яп. エクセル・サーガ Экусэру Са:га) — манга японского художника Коси Рикудо, также экранизированная как пародийный аниме-сериал.

## Сюжет
Сериал представляет собой совершенно откровенную пародию на аниме-сериалы самого широкого сюжетного диапазона. Каждая серия пародирует какой-то определённый жанр аниме (в частности, пародируются фантастика, боевик, любовная история, аниме с элементами фансервиса, история о животных, путешествие богатой наследницы, детектив, история о рок-музыке, спокон, юри-драма, фильм ужасов, мистика, постапокалиптика конца 1990-х годов) или специфические по характеру серии (например, 13 серия аниме построена по образцу «эпизода повторов» — типичного для аниме-сериалов «рождественского выпуска», когда вместо очередной содержательной серии выпускается «нарезка» из ранее выпущенных эпизодов). Персонажи также сделаны гротескно-типичными.
Большая часть событий происходит в городе F префектуры F, в канализации которой разместила свою базу секретная идеологическая организация Акросс. Единого сюжета нет. Параллельно развиваются истории организации Акросс, поставившей целью захват города F префектуры F, а впоследствии и всего мира, Департамента Безопасности, стремящегося защитить город от любой угрозы, инопланетной цивилизации Путю, стремящейся захватить Землю или наоборот, отразить вторжение и эмигранта Педро, стремящегося вернуть свою жену.

## Список персонажей
Ильпалацо (яп. イルパラッツォ Ирупарацуо) — изначально представлен лидером Акросс. Позднее выясняется, что он подчинённый Того Самого Парня. На протяжении сериала проявляет симпатии к Хаят и ценит её гораздо больше, чем Эксель. В четвёртой серии, играя в виртуальное свидание, выбрал сюжетную линию, соответствующую отношениям с Хаят. Регулярно сбрасывает Эксель в яму и убивает её. Ближе к концу сериала Ильпалацо отстранил Эксель от работы, переложив все на плечи Хаят, а саму Эксель попытался пристрелить (впрочем, не в первый раз). Называет людей «невежественными массами». В свободное время то пытается учить английский, то учится играть на гитаре (в 26 серии собрал свою группу), то играет в виртуальные свидания. Может ловить ракеты голыми руками и пережить самоуничтожение Роппоммацу вокруг него.
Сэйю: Такэхито Коясу
Эксель (яп. エクセル Экусэру) — офицер Акросс, полная дура, энергична, очень живуча, фанатично предана Ильпалацо и влюблена в него. Рада любому проявлению внимания к себе со стороны Ильпалацо, даже если он просто сбрасывает её в яму. Помимо работы в Акросс имеет различные подработки. Впрочем, несмотря на её старательность, получается у неё на подработках не очень, вплоть до сгорания места работы (первая серия). Денег ей постоянно не хватает, вплоть до того, что приходится всерьёз задумываться над вопросом, чем платить за квартиру и не съесть ли Мэнти. Носит зелёно-чёрный костюм с наплечниками. Училась английскому языку, но, попав в одной из серий в Америку, продемонстрировала отвратительное знание английского, из-за чего её чуть не побили. Специализируется на уборке туалетов. Возраст и национальность неизвестны. Хобби: есть дурианы вязальными спицами. Псевдоним — Ханако Досукои.
Сэйю: Котоно Мицуиси
Хаят (яп. ハイアット Хаиатто) — офицер Акросс, наивна, добра, но, несмотря на свою наивность, прекрасно справляется с заданиями Ильпалацо. Постоянно болеет и умирает, но после этого всё равно воскресает, пугая работников морга. Способна заставить увянуть траву поблизости от себя одним прикосновением, выложить дорогу к себе птицами, умирающими прямо в воздухе, или подсунуть работникам питьё, делающее их зомби. Как и Эксель, имеет подработки, с которыми справляется гораздо лучше неё. Прилетела на Землю на космическом корабле расы Путю и сразу была завербована Ильпалацо. Носит красно-чёрный костюм с наплечниками. Имеет множество поклонников — Ватанабэ, Ильпалацо, Путю, пытавшийся захватить Землю, бейсбольная команда из школы Эксель, и т. д. Псевдоним — Аясуги-сан.
Сэйю: Оми Минами
Сейлор Кодзетте — восьмилетняя девочка. Рано потеряла мать. В 8 эпизоде работала наёмным убийцей. Хотя 4В вернула ей мать, привычек убийцы она не оставила. В 26 серии её завербовали в Акросс. Вполне развитая физически девушка с большой грудью, хотя и скрывает это.
Сэйю: Акико Ядзима
Мэнти (яп. メンチ Мэнти) — собачка, подобранная Эксель и назначенная ею «экстренным пищевым запасом». Эксель постоянно грозится съесть Мэнти, что последнюю очень пугает. Похожа на кошку (в том числе обладает и характерными признаками кошачьих, такими, как форма когтей), умеет стрелять из пулемёта и водить машину. Постоянно пытается сбежать от Эксель, но из этого ничего не выходит. Жалостным голосом воет финальную тему в большинстве серий (при этом субтитрами показывается текст песни о тяжкой жизни существа, которому постоянно грозит быть съеденным).
Сэйю: Сатоми Короги
Тот Самый Парень (яп. あの人 Ано Хито) — член шестёрки Акросс, возглавляющей организацию, парень 4В. Ставит целью захват мира. Владеет атакой «Тин-пиоу-роу-су-ро-ун», представляющей собой разряд чёрного цвета. Побеждён в 25 серии совместной атакой Педро, сына Педро, призрака Набэсина и призраков друзей Набэсина.

### Департамент безопасности
Кабабу (яп. 蒲腐博士 Кабапу Хакасэ) — начальник департамента безопасности. Фанатично предан защите города и идёт на любые манипуляции людьми, чтобы занять этот пост или поспособствовать защите города.
Сэйю: Рюдзабуро Оотомо
Тору Ватанабэ (яп. 渡辺通 Ватанабэ То:ру) — сосед Эксель, влюблён в Хаят, известную ему под именем Аясуги. Сотрудник департамента безопасности, терпеть не может Ивату.
Сэйю: Рётаро Окиаю
Даймару Сумиёси (яп. 住吉大丸 Сумиёси Даймару) — толстяк, разговаривающий путём надписей на экране. В отличие от своих друзей невозмутим и достаточно рассудителен. Сосед Ватанабэ. Сотрудник департамента безопасности.
Норикуни Ивата (яп. 岩田紀國 Ивата Норикуни) — сосед Ватанабэ, по поведению бабник. Пристаёт как к Мацуи Мисаки, так и к Роппонмацу большой, в итоге получает от обеих. Также работает в департаменте безопасности.
Сэйю: Сётаро Морикубо
Роппоммацу большая (яп. 六本松 Роппоммацу) — робот, разработанный для департамента безопасности. Не очень общительная девушка. Основная специальность — сапёр, но может также вести бой. По ошибке в 16-й серии влюбилась в Хаят. Позднее, похоже, тем же методом была закодирована на Кабапу.
Сэйю: Сацуки Юкино
Роппоммацу малая (яп. 六本松くん Роппоммацу-кун) — другой робот, разработанный для департамента безопасности. Энергичная, общительная и озорная девочка с механическими ушами на голове. Планировалась как улучшенная версия первого робота, фактически показала в 15-й серии меньшую эффективность в бою, чем Роппоммацу большая. В качестве «я» использует слово «боку», что обычно более свойственно мальчикам, чем девочкам. В 16-й серии влюбилась в Эксель. Позднее, похоже, была закодирована на Мацую Мисаки.
Сэйю: Сацуки Юкино
Мацуя Мисаки (яп. 松屋美咲 Мацуя Мисаки) — сотрудник департамента безопасности. Возраст — 22 года. На четверть британка. Хобби: путешествия в одиночестве. Семья: родители, младший брат.
Сэйю: Юка Имаи
Годзё Сиодзи (яп. 四王寺五条 Сио:дзи Годзё:) — научный гений департамента безопасности, фанат детей, в 26 серии к тому же педофил. Именно он разработал Роппонмацу, боевые костюмы Дайтэндзин и боевого робота, показанного в 25 серии. В его лаборатории размещена детская площадка, где его малолетняя ассистентка в явно большом для неё лабораторном халате активирует разработки Сиодзи, скатываясь с горки на огромную кнопку.
Сэйю: Кадзухико Иноуэ

### Девушки Эксель
Эксель Кобаяси (яп. 小林エクセル Кобаяси Экусэру)
Сэйю: Юмико Кобаяси
Микако Хаят (яп. ハイアット美佳子 Хаиатто Микако)
Сэйю: Микако Такахаси
Самозваные Эксель и Хаят. Носят костюмы, копирующие одежду соответствующих героинь. Постоянно пытаются заняться саморекламой, в девятой серии прорываются исполнить открывающую тему сериала (что им в итоге удаётся). По сути — альтер эго своих сэйю, также исполняющих открывающую тему сериала.

### Прочие
Воплощение Воли Великой Вселенной (яп. 大宇宙の大いなる意思 дайутю: но оокий нару иси) (сокращённо — 4В) — создание женского пола, в виде круга с крутящейся в нём галактикой. Исправляет сюжет и воскрешает персонажей. Изначально — девушка Того Самого Парня, позднее — влюбилась в Педро.
Сэйю: Юко Мидзутани
Педро (яп. ペドロ Пэдоро) — эмигрант, погиб в пожаре, случайно устроенном Эксель, стал призраком. Его сексуальная жена ушла после этого к его другу Гомесу и отказалась принять Педро назад. 

Сэйю: Такаси Нагасако
Сандора — сын Педро. Хотел стать профессиональным футболистом, но его не взяли из-за малого возраста. Позднее решил стать популярным аниматором и перебрался в Америку, где рисовал ключевые кадры к аниме, а заработанные деньги отправлял маме. Когда он узнал, что его рисунки на самом деле идут не в аниме (так как созданное в Америке, не может стать японской анимацией), а продаются на чёрном рынке, вернулся к изначальной идее с футболом.
Гомес — друг Педро. Изначально был хорошим мужем жене Педро, но увлёкся скачками, на которых просаживал все деньги. Впоследствии оказался замаскированным Тем Самым Парнем.
Набэсин (яп. ナベシン Набэсин) — альтер эго режиссёра (от Ватанабэ Синъити). Постоянно вмешивается в сюжет, пользуясь режиссёрскими полномочиями. Ездит на машине, способной трансформироваться в самолёт (или разбиться в процессе полёта). Не любит горячее. Носит причёску в стиле афро (как и сам режиссёр). Причёска афро даёт Педро и остальным героям, участвующим в битве с Тем Самым Парнем, пробудить их истинную силу, то есть использовать атаку «Набе-хаме-ха» (разряд белого цвета).
Сэйю: Синъити Ватанабэ
Куми-Куми — горная девушка, на протяжении сериала пытается накормить Набэсина супом, от чего Набэсин убегает. Как объясняет он сам — по причине того, что не любит горячее. Кроме того, в Японии один из вариантов признания в любви состоит в предложении супа на завтрак. В 26 серии Куми-Куми и Набесин поженились.

## Дайтэндзин
Когда уровень преступности в городе вырос сверх всякой меры (случаи неправильной парковки, режиссёры, не несущие ни перед кем ответственности), Кабапу сформировал из своих сотрудников отряд городских сил Дайтэндзин — отряд супергероев в обтягивающих разноцветных костюмах. При первом своём выходе силы Дайтэндзин не смогли найти значительных преступлений и буквально разносили город, предотвращая преступления уровня кидания окурков мимо урны, а также просто дерясь друг с другом. Также «Дайтэндзин» — одна из ранних работ Рикудо. Позывные отряда:
- Ватанабэ — Дайтэн-изм
- Сумиёси — Дайтэн-Айган
- Ивата — Дайтэн-Кор
- Мацуя Мисаки — Дайтэн-Леди
- Роппоммацу большая и малая — Дайтэн-Солярии один и два соответственно

## Акросс
Акросс — секретная идеологическая организация, разместившая свою базу в канализации города F и поставившая целью захват мира. По утверждению Ильпалацо, этот мир прогнил и поэтому должен быть направлен на верный путь Акроссом. Для защиты базы используется система ловушек, способных, скажем, утопить нарушителей. В начале организация ограничивалась лишь закладыванием бомб и сбором компромата, но позднее использовала всю свою военную мощь и в первую очередь — передвижную крепость в виде летающей тарелки. Эксель и Хаят приветствуют Ильпалацо криком «хайль, Ильпалацо», в одной из серий Ильпалацо держит на руках Путю, как Гитлер на картине «Гитлер с младенцем», а в первой серии в глазах Эксель появляются свастики. То есть фактически подразумевается фашистская организация.

## Факты

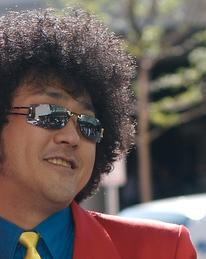
Синъити Ватанабэ, режиссёр сериала, одетый в стиле Набэсина

- Последняя, 26-я серия под названием Yarisugi («Заходя слишком далеко») была запрещена на японском телевидении, так как она содержит слишком много насилия и элементов порнографии.